# Furrer M25
La Furrer M25 ("Fusil-mitrailleur modèle 1925", "Lmg-25" - Leichtes Maschinengewehr Modell 1925) es una ametralladora ligera de fabricación suiza diseñada por el coronel Adolf Furrer, superintendente de la fábrica de armas Waffenfabrik Berna (W + F) en la década de 1920. Fue adoptada por el ejército suizo y producida a partir de 1925 hasta 1946, siendo retirada a finales de la década de 1950 y reemplazada por el fusil de asalto Stgw.57. Es accionada por retroceso y dispara el cartucho estándar suizo de 7,5 mm desde un cargador de 30 cartuchos. Tiene una cadencia de 450 disparos/minuto. Cuenta con un punto de mira de hoja y un alza tangencial. Tiene un alcance efectivo de hasta 800 m cuando es disparada desde un bípode.